# Jedidja Ja'ari
Jedidja (Didi) Ja'ari (hebrejsky: ידידיה (דידי) יערי, * 30. června 1947) je izraelský generál, který v letech 2000 až 2004 zastával pozici velitele Izraelského vojenského námořnictva. V roce 2003 mu bylo ve Spojených státech uděleno vyznamenání Legie za zásluhy.

## Biografie
Narodil se v kibucu Merchavija v severním Izraeli. Jeho dědou byl někdejší vůdce levicové strany Mapam, Me'ir Ja'ari. V roce 1965 nastoupil povinnou vojenskou službu u Izraelských obranných sil a rozhodl se pro působení u námořnictva, kde se stal členem elitních jednotek Šajetet 13. V červenci 1969 byl jako příslušník těchto jednotek těžce raněn a prohlášen za mrtvého během operace Bulmuch 6. Jednalo se o společný útok se Sajeret Matkal na opevněný Zelený ostrov v Suezském zálivu. Po zotavování, které trvalo téměř 8 měsíců nakrátko odešel z armády.
Po odchodu z aktivní vojenské služby pracoval Ja'ari tři roky jako pomocný kameraman v Herzlijských studiích a krátkou dobu jako bezpečnostní pracovník u aerolinek El Al. Během jomkipurské války se opět do armády vrátil a zúčastnil se operací, s cílem potopit egyptské nebo syrské lodě. Po válce se rozhodl vrátit do armády na trvalo a zúčastnil se námořního důstojnického kurzu. V roce 1975 velel operaci, jejímž cílem bylo zneškodnit teroristické cíle v libanonském městě Týros. V roce 1980 byl jmenován zástupcem velitele Šajetet 13. Velel některým operacím během první libanonské války v roce 1982. V listopadu byl 1983 povýšen do hodnosti plukovníka a jmenován velitelem Šajetet 13.
V roce 1986 skončil ve funkci velitele Šajetet 13 a postupoval ve velící hierarchii námořnictva. V roce 1990 byl jmenován do čela námořní rozvědky. V roce 1997 byl jmenován zástupcem velitele námořnictva. V roce 2000 byl povýšen do hodnosti generálmajora a jmenován velitelem izraelského námořnictva. Za jeho působení v této pozici, obsadily jednotky Šajetet 13 loď Karin A plující Rudým mořem, která převážela na 50 tun zbraní a výbušnin. V roce 2004 vypršelo jeho funkční období, načež odešel z armády. Krátce po svém odchodu byl jmenován generálním ředitelem izraelské zbrojovky Rafael Advanced Defense Systems.
Má vysokoškolské bakalářské vzdělání v oboru dějiny Blízkého východu, který vystudoval na Haifské univerzitě a magisterské v oboru veřejná správa, jenž vystudoval na Harvard University. Žije v kibucu Merchavija a má tři děti.